# Allophyes dentatelineata
Allophyes dentatelineata är en fjärilsart som beskrevs av Barend J. Lempke 1941. Allophyes dentatelineata ingår i släktet Allophyes och familjen nattflyn. Inga underarter finns listade i Catalogue of Life.